# Noemi Lapzeson

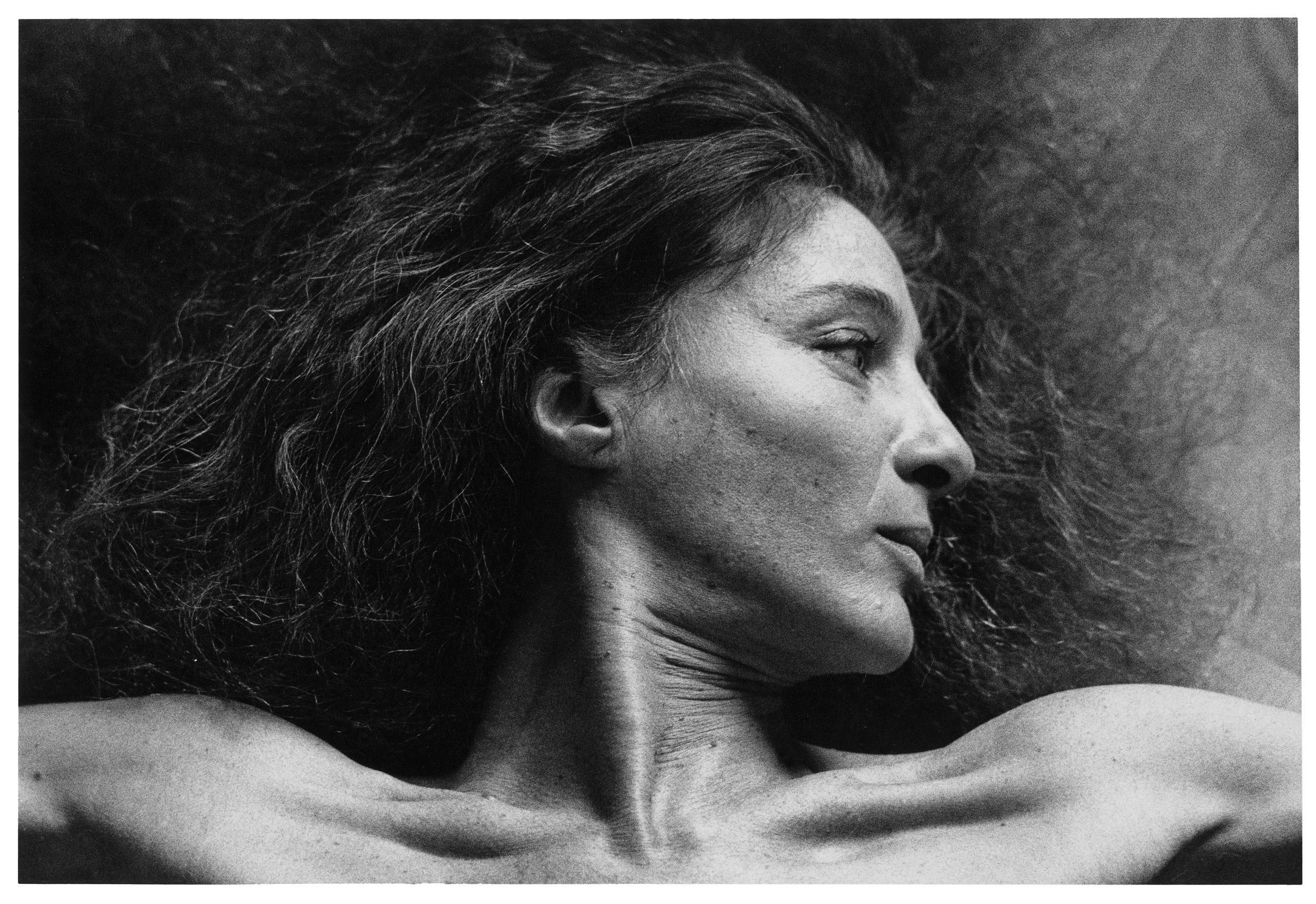
Noemi Lia Lapzeson

Noemi Lia Lapzeson (* 28. Juni 1940 in Buenos Aires; † 11. Januar 2018 in Genf) war eine in der Schweiz lebende argentinische Tänzerin, Choreografin und Pädagogin.
Sie besuchte die Juilliard School in New York und war anschliessend Schülerin und Tänzerin in der Company von Martha Graham. In London war sie Tänzerin und Lehrerin am The Place, der Institution, die das London Contemporary Dance Theatre und die London Contemporary Dance School vereint. Ab 1980 lebte und arbeitete sie in Genf, wo sie Solochoreografien aufführte und später die Compagnie Vertical Danse gründete. Im Jahr 1986 war sie massgeblich an der Gründung der Association pour la danse contemporaine (adc) beteiligt.

## Biografie

### Kindheit in Argentinien
Geboren 1940 in Buenos Aires als Tochter von Cecilia Mossin Kotin (Physikerin) und Elías Lapzeson (Anwalt und Mitgründer des argentinischen Filmarchivs), wurde Noemi Lapzeson zuerst von Lía Sirouyan in der Rhythmik von Émile-Jaques Dalcroze ausgebildet, welche musikalische und körperliche Rhythmen verbindet. Im Alter von vierzehn Jahren wurde sie ein Teil von Ana Itelmans Tanzgruppe und dort in modernen Tanz und choreografische Komposition eingeführt.
1954 schuf Noemi Lapzeson ihre erste Choreografie, welche sie mit zwei ihrer Mitschülerinnen, Laura Yusem und Nora Muchnik, beide ebenfalls Schülerinnen von Ana Itelman, aufführte. Das Stück Las Tres Manolas, basierend auf Federico García Lorca, wurde später in die Produktion Esta ciudad de Buenos Aires integriert, die 1955 von Ana Itelman am Teatro Nacional Cervantes (Buenos Aires) inszeniert wurde.

### New York und die Graham Technik
Nach dem Abschluss ihrer Schulausbildung zog Noemi Lapzeson mit sechzehn Jahren nach New York, wo sie die Julliard School besuchte. Dort studierte sie unter anderen bei Alfredo Corvino, Antony Tudor, José Limón, Louis Horst, Alwin Nikolais und Walter Nicks.
Fasziniert von der Dramatik und Expressivität von Martha Grahams Tanz, nahm sie ab 1958 Unterricht im Martha Graham Center of Contemporary Dance. 1962 wurde sie in die Company von Martha Graham aufgenommen.
Zwischen 1965 und 1966 tanzte sie in Produktionen von Bertram Ross, einem der führenden Tänzer der Martha Graham Dance Company (Triangle, Holy Holy und Untitled) und in zahlreichen Repertoirestücken von Martha Graham. 1966 tanzte sie in Seraphic Dialogue zum ersten Mal als Solistin (als Joan die Märtyrerin). Im März 1967 wurde sie für ihre Rolle in Appalachian Spring durch den Kritiker Clive Barnes in der New York Times als «eine der vielversprechendsten jungen Tänzerinnen» der Company hervorgehoben. Im Mai 1968 verkörperte sie die Rolle der jungen Heloise in A Time of Snow. Sie blieb über ein Jahrzehnt in der Company und tanzte neben anderen Stücken aus dem Repertoire von Martha Graham auch in Cave of the Heart und Primitive Mysteries.
In einem Buch von Marcela San Pedro, Lapzesons Schülerin und Tänzerin in Genf, erklärt Noemi Lapzeson, wie die Technik von Martha Graham, die sie selbst bereits während ihrer Zeit in New York unterrichtet hatte, auf dem Prinzip von «contraction and release» basiert. Dies entspreche zwei Momenten der Atmung: «Diese Prinzipien beruhen auf der Beobachtung der Auswirkungen des Atmens auf den Körper: sich mit Luft zu füllen und leeren. Sich zu leeren – contraction – während dem Ausatmen und sich zu füllen – release – während dem Einatmen. Für mich ist das der zentrale und geniale Punkt von Grahams Technik: das, was wichtig ist, liegt in der Beziehung zwischen Atmung und Bewegung, in der tiefen Verankerung der Bewegung im Sein […] hat jede Bewegung, jede Form ihren Ursprung in einem Grund. Es gibt nicht wirklich ‘Formen zum Kopieren’, sondern ‘Gründe zum Suchen’. Eine Form wird nie richtig sein, wenn sie ihren Ursprung nicht in einem Verständnis ihres Grunds hat.»

### London
1969 schloss sich Noemi Lapzeson in London Robert Cohen an, einem ehemaligen Mitglied der Martha Graham Dance Company und Leiter der London Contemporary Dance School. Sie wurde zur Mitbegründerin des London Contemporary Dance Theatre (LDCT). Dort tanzte sie in mehreren Produktionen mit und choreografierte zwei Stücke für zwei und drei Tänzer: Cantabile (1970) und One was the Other (1972), beide in Ko-Regie mit Robert North. Die Werke nahm die Company bis 1978 zu verschiedenen Anlässen wieder auf. Zusätzlich unterrichtete Lapzeson an der London Contemporary Dance School die Graham Technik und Repertoire.

### Genf
Noemi Lapzeson zog sich für ein paar Jahre nach Südfrankreich zurück, wo ihre Tochter geboren wurde. Mit ihrer langjährigen Berufserfahrung aus New York und London kam sie 1980 schliesslich nach Genf. Zeitgenössischer Tanz war dort noch wenig bekannt, aber die kleine Tanzszene der französischen Schweiz erlebte seit Anfang der 1970er Jahre einen Aufbruch, der sich in Fragen zum Einsatz des Körpers in der Kunst, zu Hierarchien zwischen den künstlerischen Disziplinen, zu den Quellen von Bewegung und ihrer Übertragung im Raum und zu Ausdrucksformen äusserte. Einige Tänzer aus dem klassischen Ballett wie Peter Heubi und Philippe Dahlmann gründeten eigene Gruppen, um nach neuen Wegen des Tanzes zu suchen. Zwischen 1970 und 1973 wurden im Salle ERA (Études et rencontres artistiques) Aufführungen zu zeitgenössischem Tanz und Jazztanz gezeigt. Die Gruppe Dance Theatre Experience von Susan Buirge zeigte dort ihre Werke und Ze’eva Cohen bot Workshops unter dem Namen «Dance Theatre Workshops» (DTW) an. Zur Aufgeschlossenheit der Verantwortlichen der Salle ERA gegenüber avantgardistischen Formen trug vor allem auch die Anwesenheit des Centre international de percussions, unter der Leitung von Pierre Métral, in denselben Räumen bei. Ab 1977 fanden lokale Aufführungen und Produktionen des zeitgenössischen Tanzes hauptsächlich in der Salle Patiño statt. Ab 1980, unter dem Anstoss von Oscar Araíz, organisierte das Ballet du Grand Théâtre de Genève Choreografie-Workshops für seine professionellen Tänzer. Von ihnen beschritten einige bereits in der ersten Hälfte des Jahrzehnts eigene Wege und starteten ihre Projekte; so zum Beispiel Jackie Planeix und Tom Crocker mit der Company Blue Palm oder Manon Hotte, die interdisziplinäre Projekte initiierte, in denen Tanz mit musikalischer Improvisation und Bühnenbild verschmolz. In all diesen Fällen handelte es sich um private Initiativen, die von Mäzenen mitfinanziert wurden.
In den ersten Jahren in Genf unterrichtete Noemi Lapzeson die Tänzer des Ballet du Grand Théâtre de Genève und gab Kurse im Institut Jaques-Dalcroze und an der Schule von Beatriz Consuelo. Unter ihren ersten Schüler sind Philippe Saire, Fabienne Abramovich und Laura Tanner, die in den kommenden Jahren ihre eigenen Compagnies in Lausanne und Genf gründeten.
Parallel dazu präsentierte Noemi Lapzeson erste Solo-Performances. «Ich habe zuerst etwa acht oder neun Jahre alleine gearbeitet. Ich unterrichtete, ich bildete Tänzer aus. Ich musste eine Zeit lang alleine arbeiten. Ich suchte auch nach einer anderen Form der Kreation, nicht unbedingt mit Tänzern», erzählte sie später dem Journal de Genève. Aus ihren ersten Genfer Jahren entstanden erfolgreiche Kollaborationen mit den Musikern Eduardo Kohan und Igor Francesco, dem Schauspieler Carlo Brandt und dem Fotografen Jesus Moreno. Unter ihren ersten Aufführungen war There is another Shore, You Know, ein Stück, das sie 1981 im Salle Patiño uraufführte und 1994 in der Comédie de Genève unter dem Titel Trace wieder aufnahm. Verschiedene Künstler traten seither in dieser Performance auf, die auf dem avancierten Dialog zwischen einer Tänzerin und einem Musiker basierte. Nach Noemi Lapzeson und Igor Francesco wurde Trace abwechselnd von den Tänzerinnen Vanessa Mafé, Marcela San Pedro und Romina Pedroli sowie den Musikern Pascal Auberson und Gabriel Scotti aufgeführt. Trace wurde unter der Regie von Daniel Böhm mit Noemi Lapzeson, Romina Pedroli und Eduardo Kohan auch verfilmt (2011).
Mit Je deviendrai Médée begann 1986 eine langjährige Zusammenarbeit mit dem Genfer Komponist Jacques Demierre.
1986 gründete Noemi Lapzeson zusammen mit Philippe Albera die Association pour la danse contemporaine (adc). Jean-François Rohrbasser schloss sich ihnen ein Jahr später an. Das Ziel des Verbands war es, innovative Werke und Forschungen zu zeitgenössischem Tanz zu unterstützen. Die Produktionen und Aufführungen des Verbands fanden auf der Bühne der Salle Patiño statt, aber der adc forderte eine richtige Bühne mit den Mindestmassen von zwölf mal zwölf Meter sowie ein Tanzstudio, um dort zu experimentieren, Kurse und Ateliers anzubieten, Workshops und Proben durchzuführen und kleine Aufführungsformate zu ermöglichen. Zu diesem Ort wurde 1987 das Studio du Grütli, ab 2020 schliesslich der Pavillon de la danse.
1989 gründete Lapzeson die Compagnie Vertical Dance, die erste unabhängige Tanzcompagnie, die von der Stadt Genf subventioniert wurde. Der Name der Compagnie war an die von Lapzeson immer wieder betonte Vertikalität des menschlichen Körpers, aber auch an das Buch Poesía Vertical des argentinischen Dichters Roberto Juarroz angelehnt.
Sie liess sich schliesslich im Studio du Grütli nieder, wo sie von 1987 bis 2014 unterrichtete. Dort entwickelte sie ihre eigene Pädagogik, die auf der Graham Technik und auf Yoga basierte.
Sie produzierte bis 2015 ihre eigenen Werke, wobei Variations Goldberg ihr letztes war.

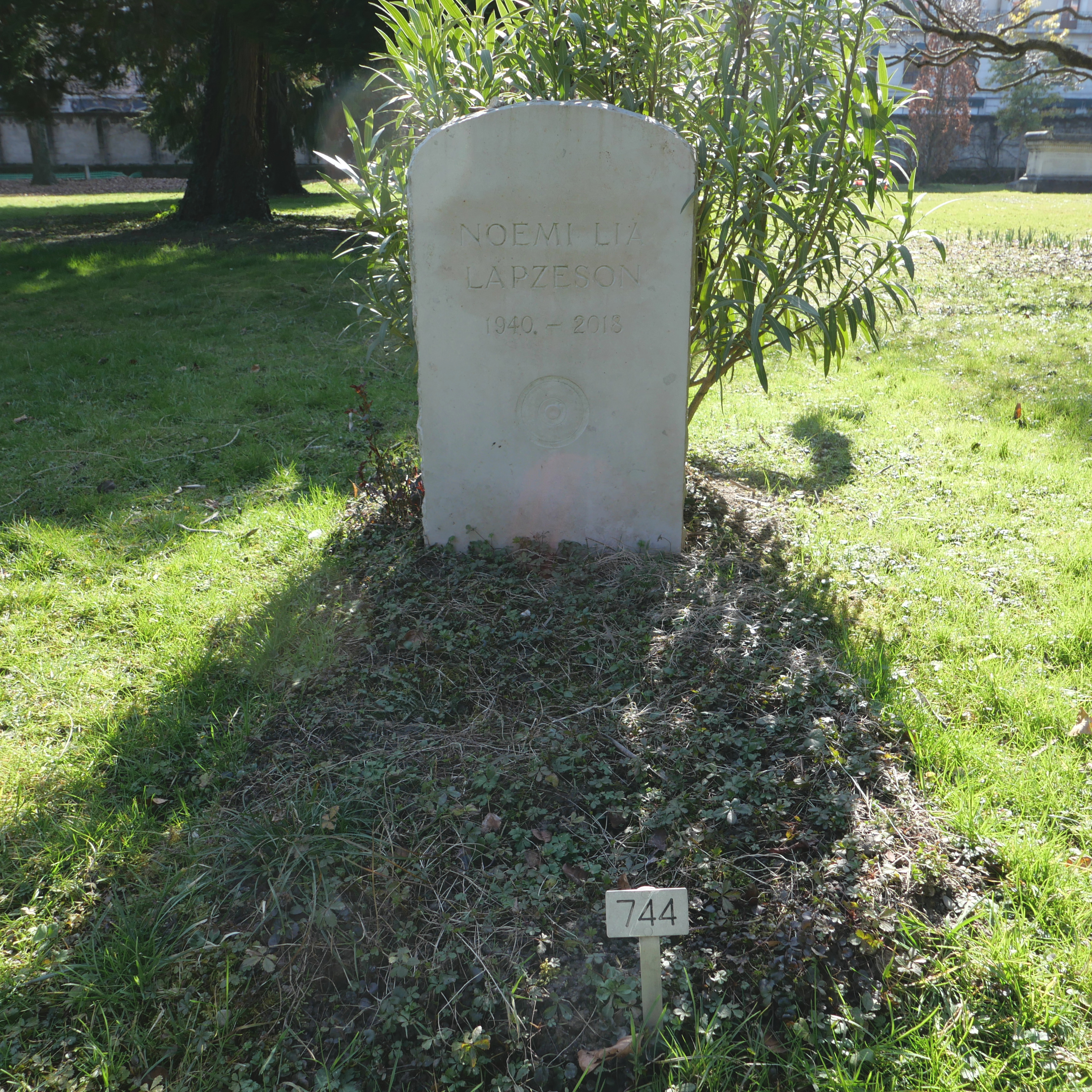
Grabstein von Noemi Lapzeson in Genf

Noemi Lapzeson wurde auf dem Friedhof Cimitière des Rois in Genf beigesetzt.

## Auszeichnungen
1999 erhielt Noemi Lapzeson ein Guggenheim-Stipendium. Sie war ausserdem die erste Preisträgerin der Schweizer Tanzpreise des Bundesamts für Kultur im Jahr 2002 und erhielt 2007 den Prix Quadriennal der Stadt Genf, welcher seit 1947 alle vier Jahre vergeben wird. 2017 erhielt sie den Grand prix suisse de danse.

## Stil
Lapzesons Choreografien zeichneten sich durch grundlegende Muster aus und strebten nach Einfachheit und Intimität anstatt Spektakel. Viele ihrer Arbeiten sind von literarischen, mythologischen oder philosophischen Werken inspiriert, und sie arbeitete immer wieder mit Dichtern, Komponisten und bildenden Künstlern zusammen. Das Reagieren auf externe Musik war nicht das Hauptelement ihrer Choreografien, sondern sie interessierte sich für die intrinsische Musikalität von Bewegung. Sie betrachtete ihre eigenen Werke als ein choreografisches, aber auch musikalisches, visuelles und lichtdurchflutetes Ganzes.

## Werke
- Limbes, états vague (1981)
- There is another shore you know(1984)
- Lussa (1986)
- Je deviendrai Médée (1986)
- Medea, Medea (1987)
- Désir d’azur (1988)
- Tues-tu (1989)
- Monteverdi, amours baroques (1990)
- Sequenzas/Cantus Planus (1991)
- Un Instant (1992)
- Le chemin où tu marches se retire (1993)
- Trace (1994)
- Péril à parler et à se taire (1995)
- Promenades dans un jardin (1996)
- Géométrie du hasard (1998)
- Paysage vertical (2000)
- Images en mouvement (2000)
- Madrugada (2001)
- Opus 27 (2002)
- L’une était l’autre et les deux n’étaient aucune (2003)
- El Alfabeto de la tierra (2004)
- Eidos (2006)
- Passacaglia (2008)
- Piece de coeur (2009)
- Tangos ecclesiasticos (2009–2011)
- Larmes (2013)
- Madrugada (2014)
- Variations Goldberg (2015)

## Archiv
Der Bestand zu Noemi Lapzeson ist in der Stiftung SAPA, dem Schweizer Archiv der darstellenden Künste, in Bern archiviert.

## Bibliografie
- San Pedro, Marcela; Lapzeson, Noemi (2014). Un corps qui pense: Noémi Lapzeson-transmettre en danse contemporaine. Genf. ISBN 9782940406920.
- De Rycke, Lisa/Davier, Anne: Noemi Lapzeson, in: Kotte, Andreas (Hrsg.): Theaterlexikon der Schweiz, Chronos Verlag Zürich 2005, Vol. 2, S. 1080–1081.